# Lista przewodniczących Parlamentu Nauru
Spiker parlamentu Nauru jest przewodniczącym tego organu ustawodawczego.
UWAGA – poniższe zestawienie nie zawiera wszystkich, którzy pełnili tę funkcję.
| Polityk           | Okres                              |
| ----------------- | ---------------------------------- |
| Itubwa Amram      | 1968–1971                          |
| Kenos Aroi        | ? - ?                              |
| David Gadaroa     | 9 grudnia 1978 – wrzesień 1981     |
| Ruben Kun         | 1981 – 1986?                       |
| René Harris       | 1986 - ?                           |
| Derog Gioura      | ? - ?                              |
| Maein Deireragea  | ? - ?                              |
| Kennan Adeang     | ? - ?                              |
| Ludwig Scotty     | 8 kwietnia 2000 – 2003?            |
| Godfrey Thoma     | 6 maja 2003 – 7 maja 2003          |
| Fabian Ribauw     | 29 maja 2003 – 2003                |
| Russell Kun       | 2003–2004                          |
| Vassal Gadoengin  | październik 2004 – 15 grudnia 2004 |
| Valdon Dowiyogo   | 7 stycznia 2005 – grudzień 2007    |
| Riddell Akua      | grudzień 2007 – 18 marca 2008      |
| David Adeang      | 20 marca 2008 – 28 kwietnia 2008   |
| Riddell Akua      | 29 kwietnia 2008 – 2010            |
| Godfrey Thoma     | 13 maja 2010 – 18 maja 2010        |
| Dominic Tabuna    | 1 czerwca 2010 – 4 czerwca 2010    |
| Aloysius Amwano   | 2 lipca 2010 – 8 lipca 2010        |
| Landon Deireragea | 9 lipca 2010 – 2010                |
| Ludwig Scotty     | od 1 listopada 2010 do lipca 2016  |
| Cyril Buramen     | od 13 lipca 2016                   |